# نهنگ‌دد
نهنگ‌دد (نام علمی: Cetotherium) نام یک سرده از تیره نهنگ‌ددان است.